# Jonas Lohse
Jonas Lohse (ur. 15 maja 1987) – szwedzki lekkoatleta specjalizujący się w rzucie oszczepem.
Uczestnik mistrzostw świata w Berlinie (2009) gdzie odpadł jednak w eliminacjach. Rekord życiowy: 81,40 (23 sierpnia 2008, Håbo).
Jonas Lohse jest synem marynarza Bobby Lohse i bratem miotacza kul Magnus Lohse.

## Osiągnięcia
| Rok  | Impreza                                 | Miejsce   | Lokata            | Wynik |
| ---- | --------------------------------------- | --------- | ----------------- | ----- |
| 2007 | Młodzieżowe mistrzostwa Europy          | Debreczyn | 7. miejsce        | 73,26 |
| 2009 | Zimowy puchar Europy w rzutach          | Teneryfa  | 4. miejsce        | 74,21 |
| 2009 | Superliga drużynowych mistrzostw Europy | Leiria    | 11. miejsce       | 68,28 |
| 2009 | Młodzieżowe mistrzostwa Europy          | Kowno     | el. - 12. miejsce | 67,80 |
| 2009 | Mistrzostwa świata                      | Berlin    | el. - 30. miejsce | 75,33 |